# Konsarnag
Der Konsarnag (auch Konsar Nag oder Kausarnag) ist ein Bergsee im indischen Unionsterritorium Jammu und Kashmir.
Der Konsarnag befindet sich in der Gebirgskette des Pir Panjal südlich der Hochfläche des Kaschmirtals auf einer Höhe von 3489 m. Der See bedeckt eine Fläche von 110 ha und besitzt einen Umfang von 6,87 km. Er misst in SO-NW-Richtung 2,9 km. Seine maximale Breite beträgt 800 m. Der Abfluss des Sees speist den Fluss Veshav, der nach Norden strömt und bei Aharbal das Kaschmirtal erreicht.
Der See gilt als touristisches Ziel. Ein Ausgangspunkt für Touren zum See bildet die 24 km nordnordöstlich gelegene Stadt Shopian.